# Günter Krüger
Günter Krüger (* 10. ledna 1953) je bývalý německý zápasník–judista.

## Sportovní kariéra
S judem začínal v Pasewalku. Připravoval se v policejním sportovním středisku v Hoppegartenu nedaleko Berlína pod vedením Gerta Schneidera. Ve východoněmecké reprezentaci se pohyboval od roku 1973 v lehké váze do 70 (71) kg a o post reprezentační jedničky soutěžil s Dietmarem Hötgerem. V roce 1976 prohrál s Hötgerem nominaci na olympijské hry v Montréalu. V roce 1980 ho v nominaci na olympijské hry v Moskvě překonal mladý Karl-Heinz Lehmann a svojí úspěšnou sportovní kariéru zakončil bez olympijského startu. Žije v Berlíně a věnuje se trenérské práci především s mládeží.

## Výsledky
| Turnaj             | 1973       | 1974       | 1975       | 1976       | 1977       | 1978       | 1979       |
| Turnaj             | 20         | 21         | 22         | 23         | 24         | 25         | 26         |
| Turnaj             | lehká váha | lehká váha | lehká váha | lehká váha | lehká váha | lehká váha | lehká váha |
| ------------------ | ---------- | ---------- | ---------- | ---------- | ---------- | ---------- | ---------- |
| Olympijské hry     |            |            |            | —          |            |            |            |
| Mistrovství světa  | úč.        |            | úč.        |            |            |            | úč.        |
| Mistrovství Evropy | ?          | 1.         | 3.         | ?          | 3.         | 1.         | 3.         |